# Шароевское наибство
Шароевское наибство (чечен. Шаройн наибалла) — административная единица Северо-Кавказского имамата, и позже Российской империи, входило в число наибств Чеченских областей имамата. Наибство было образовано на моноэтнической чеченской территории, историческая родина шароевского общества. Шарой был центром наибства.

## История
«Участок Шаро: наиб Аслан-кади; 180 конных, 430 пеших, итого 610» Наибство занимает территорию левобережья Шаро-Аргуна и некоторую часть правобережья этой же реки. Все указанные в пределах наибства населенные пункты отмечены на левом берегу, это селение Шарой, Хачарой и еще четыре селения между ними, которые не удалось идентифицировать. И. П. Линевич определил их как Хочери, Тлинты, Дангу.
В 1860 году считался Шароевским участком Аргунского округа, где Ума Дуев являлся наибом.

## Аулы
- Шорой — 224 дворов
- Хилой — 168 дворов
- Цеси — 96 дворов
- Хахмадой — 91 дворов
- Хамелдой — 77 дворов
- Джагалдой — 51 дворов
- Хулундой — 69 дворов
- Шикарои — 66 дворов
- Кеселой — 74 дворов
- Сантхой — 74 дворов. Итого: 990[4]

## Наибы
- Аслан-кади Цудахарский.
- Ума Дуев